# Бар (Аквитания)
Бар (фр. Bars) — коммуна во Франции, находится в регионе Аквитания. Департамент — Дордонь. Входит в состав кантона От-Перигор-Нуар. Округ коммуны — Перигё.
Код INSEE коммуны — 24025.

## География
Коммуна расположена приблизительно в 430 км к югу от Парижа, в 135 км восточнее Бордо, в 29 км к востоку от Перигё.

### Климат
Климат умеренный океанический со средним уровнем осадков, которые выпадают преимущественно зимой. Лето здесь долгое и тёплое, однако также довольно влажное, здесь не бывает регулярных периодов летней засухи. Средняя температура января — 5 °C, июля — 18 °C. Изредка вследствие стечения неблагоприятных погодных условий может наблюдаться непродолжительная засуха или случаются поздние заморозки. Климат меняется очень часто, как в течение сезона, так и год от года.

## Население
Население коммуны на 2010 год составляло 232 человека.
| 1962 | 1968 | 1975 | 1982 | 1990 | 1999 | 2010 |
| ---- | ---- | ---- | ---- | ---- | ---- | ---- |
| 324  | 319  | 254  | 228  | 217  | 214  | 232  |

## Администрация
| Период | Период | Фамилия        | Партия                    | Примечания |
| ------ | ------ | -------------- | ------------------------- | ---------- |
| 1983   | 2014   | Мишель Барде   | Союз за народное движение | пенсионер  |
| 2014   | 2020   | Бертран Каньяр |                           |            |

## Экономика
В 2010 году среди 144 человек трудоспособного возраста (15—64 лет) 97 были экономически активными, 47 — неактивными (показатель активности — 67,4 %, в 1999 году было 71,3 %). Из 97 активных жителей работали 87 человек (44 мужчины и 43 женщины), безработных было 10 (4 мужчины и 6 женщин). Среди 47 неактивных 8 человек были учениками или студентами, 14 — пенсионерами, 25 были неактивными по другим причинам.

## Достопримечательности
- Церковь Св. Петра в оковах
- Музей фисгармоний

## Фотогалерея
- Мэрия
- Церковь Св. Петра в оковах
- Военный мемориал